# Frédéric Mitterrand
Frédéric Bernard Mitterrand (París, 21 de agosto de 1947 - 21 de marzo de 2024) fue un político francés, Ministro de Cultura entre el 23 de junio de 2009 y el 16 de mayo de 2012. Previamente, trabajó como animador de televisión, profesor, periodista, escritor, guionista, productor y realizador.

## Biografía
Hijo del ingeniero Robert Mitterrand y sobrino del presidente de Francia, François Mitterrand. Estudió en el Lycée Janson de Sailly de París.
En junio de 2008 fue designado por Nicolas Sarkozy para ocupar la dirección de la Academia de Francia en Roma.
Un año después, fue nombrado ministro de Cultura y Comunicación. 
En octubre de 2009, se desató un fuerte escándalo en relación con su autobiografía, La mala vida (en francés: La mauvaise vie), publicada en 2005. 
Marine Le Pen, vicepresidenta del Frente Nacional, acusó abiertamente a Frédéric Mitterrand de haber practicado el turismo sexual y haber mantenido relaciones sexuales con chicos jóvenes tailandeses. El propio Mitterrand se vio obligado a dar explicaciones el 8 de octubre en un programa de TF1 y a asegurar que no dimitiría.